# 西湖佳话
《西湖佳话》，全名《西湖佳话古今遗迹》，成书于清康熙十二年（1673年），作者西湖墨浪子（又名古吴墨浪子，生平不详）。按作者自序，此书的写作宗旨是“考之史传之集，征诸老师宿儒，取其迹之最著，事之最佳者而记之”。
该书共十六卷，以平话形式写成，每卷讲述一个与西湖有关的人物故事。
- 卷之一：葛岭仙迹—晋代道教人物葛洪的故事。
- 卷之二：白堤政迹—唐代诗人白居易的故事。
- 卷之三：六桥才迹—宋代诗人苏东坡的故事。
- 卷之四：灵隐诗迹—唐代诗人骆宾王的故事。
- 卷之五：孤山隐迹—宋代林和靖的故事。
- 卷之六：西泠韵迹—南朝歌女苏小小的故事。
- 卷之七：岳坟忠迹—宋代名将岳飞的故事。
- 卷之八：三台梦迹—明代的故事。
- 卷之九：南屏醉迹—宋代济颠和尚的故事。
- 卷之十：虎溪笑迹—宋代僧人辨才的故事。
- 卷之十一：断桥情迹—文世高、施十年娘的故事。
- 卷之十二：钱塘霸迹—唐代观察使钱霶的故事。
- 卷之十三：三生石迹—唐代僧人圆泽的故事。
- 卷之十四：梅屿恨迹—冯小青的故事。
- 卷之十五：雷峰怪迹—南宋白娘子的故事。
- 卷之十六：放生善迹—明代僧人莲池的故事。

## 版本
- 康熙金陵王衙本：现藏于北京大学图书馆、中国艺术研究院戏曲研究所。
- 清乾隆十六年会敬堂刻本：现藏于大连市图书馆。
- 金阊绿荫堂袖珍本。
- 上海文选书局石印本。